# 20-as busz (Budapest)
A budapesti 20-as jelzésű autóbusz 1990-ig a Baross tér, Keleti pályaudvar és Újpest, Nádor utca között, 2008-ig pedig Újpest-Központ és Újpest, Erdősor út között közlekedett. A viszonylatot a BKV üzemeltette.

## Története
Az első 20-as jelzésű autóbusz 1929-ben indult a Városligettől (István út) a Városliget körút–Hungária körút–Szent László utca–Gyöngyösi utca útvonalon keresztül az angyalföldi Agyag utcáig. Egy évvel később átvette a BART és az útvonalát meghosszabbították a Keleti pályaudvarig és Újpest, István térig. Ugyanebben az évben elindult a 20A jelzésű betétjárata, amely a Keleti pályaudvartól csak a Balzsam utcáig közlekedett.
A második világháború miatt 1940 és 1941 között szünetelt a közlekedés, mert a buszokat katonai célokra használták. 1941. április 20-ától a járat újraindult, de 6 hónappal később megszüntették, és csak hét évvel később, 1948. február 3-án indították újra, a korábbi útvonalán.
1949. július 20-án a 20-as busz útvonalát Újpest, Mátyás térig hosszabbították.
1974. november 4-én 120-as jelzéssel gyorsjárat indult a Hősök tere és Újpest, Nádor utca között, mely 1977-ben a 20-as, 2008-ban pedig a 20E jelzést kapta.
1975. szeptember 1-jén 20Y jelzéssel új járat indult Angyalföld, forgalmi telep és Újpest, Szilágyi utca között. Később ebből a járatból lett a mai 121-es busz.
1990. december 14-én (a 3-as metró újabb szakaszának átadása miatt) a 20-as busz útvonala jelentősen módosult és rövidült, csak Újpest-Központ és Újpest, Erdősor utca között közlekedtek; a 20A buszjárat megszűnt.
2003. szeptember 22-én BKV+ szolgáltatást kapott.
A BKV 2008-as paraméterkönyve szerint szeptember 6-ától a 20-as busz új jelzése 220-as lett.

## Útvonala
| Az 1990-es rövidülése előtt | Az 1990-es rövidülése előtt |
| Újpest, Nádor utca felé | Baross tér, Keleti pályaudvar felé |
| --- | --- |
| Baross tér, Keleti pályaudvar vá. – Verseny utca – Dózsa György út – Vágány utca – Reitter Ferenc utca – Gyöngyösi utca – Béke utca – Pozsonyi utca – Tél utca – Tito utca – Papp József utca – Leiningen Károly utca – Iglói utca – Sporttelep utca – Erdősor út – Baross utca – Fóti út – Újpest, Nádor utca vá. | Újpest, Nádor utca vá. – Nádor utca – Vécsey Károly utca – Leiningen Károly utca – Papp József utca – Tito utca – Tél utca – Pozsonyi utca – Béke utca – Gyöngyösi utca – Reitter Ferenc utca – Vágány utca – Dózsa György út – Verseny utca – Baross tér, Keleti pályaudvar vá. |
| A 2008-as átszámozása előtt | |
| Újpest, Erdősor út felé | Újpest-Központ felé |
| Újpest-Központ vá. – István út – Görgey Artúr út – Kiss Ernő utca – Leiningen Károly utca – Iglói utca – Sporttelep utca – Újpest, Erdősor út vá. | Újpest, Erdősor út vá. – Erdősor út – Baross utca – Fóti út – Nádor utca – Vécsey Károly utca – Leiningen Károly utca – Szent Imre utca – Rózsa utca – Árpád út – Újpest-Központ vá.                                                                                             |

## Megállóhelyei
A járat rövidülése előtt (1990. december)
| 0  | Baross tér, Keleti pályaudvar végállomás                                | 35 | 7, 7A, 7, 20, 20A, 30, 30, 33, 73, 73E, 78, 95 23, 24, 29Y, 36, 44, 67 73, 76, 78, 79, 80 Budapest-Keleti |
| 2  | Dózsa György út (↓) Verseny utca (↑)                                    | 33 | 30 |
| 3  | Thököly út (ma: Reiner Frigyes park)                                    | 31 | 7, 30 44, 67                                                                                              |
| 5  | Ajtósi Dürer sor (↓) Dembinszky utca (↑) (ma: Ötvenhatosok tere)        | 30 | 30 74, 75, 79                                                                                             |
| 6  | Damjanich utca                                                          | 29 | 30 70, 75, 79                                                                                             |
| 8  | Szépművészeti Múzeum (↓) Hősök tere (↑) (ma: Hősök tere M)              | 27 | Millenniumi Földalatti Vasút 1, 4, 4A, 4, 20, 20A, 30, 30 72, 75, 79                                      |
| 10 | Vágány utca (↓) Dózsa György út (↑)                                     | 25 | 4, 4A, 30 75, 79                                                                                          |
| 12 | Róbert Károly körút                                                     | 23 | 4, 4A, 4, 20, 20A, 30, 30, 32, 32 1                                                                       |
| 14 | Szegedi út                                                              | 21 | 30, 32 Rákosrendező                                                                                       |
| 15 | Petneházy utca                                                          | 20 | 30 |
| 16 | Fáy utca                                                                | 19 | 30 |
| 17 | Futár utca                                                              | 18 | 20A, 30                                                                                                   |
| 18 | Dolmány utca                                                            | 17 | 30 |
| 19 | Gyöngyösi utca (↓) Reitter Ferenc utca (↑)                              | 16 | 30 |
| 21 | Béke utca (↓) Gyöngyösi utca (↑)                                        | 15 | 30, 120 12, 14                                                                                            |
| 22 | Angyalföld forgalmi telep                                               | ∫  | 30, 120, 121 12, 14                                                                                       |
| 23 | Chinoin utca (↓) Pozsonyi utca (↑) (ma: Angyalföld kocsiszín)           | 13 | 20, 20A, 30, 30, 120, 121 12, 14                                                                          |
| 25 | Tél utca (↓) Bán Tibor utca (↑) (ma: Tél utca / Pozsonyi utca)          | 11 | 20, 20A, 30, 30, 120, 121 12, 14                                                                          |
| 26 | Erzsébet utca (ma: Nap utca)                                            | 10 | 120, 121                                                                                                  |
| 27 | Tito utca (↓) Tél utca (↑) (ma: Újpesti Erőmű)                          | 9  | 20, 20A, 120, 121                                                                                         |
| 29 | Ősz utca                                                                | 8  | 20, 20A, 120                                                                                              |
| 31 | Árpád út (ma: Árpád üzletház)                                           | 7  | 3V, 20, 20A, 84, 96, 104, 104A, 120                                                                       |
| 32 | Rónai Sándor utca (ma: Deák Ferenc utca)                                | 5  | |
| 33 | Papp József utca (↓) Görgey Artúr utca (↑) (ma: Újpesti rendelőintézet) | 4  | 20, 47, 125                                                                                               |
| 34 | Leiningen Károly utca (↓) Papp József utca (↑) (ma: Szent László tér)   | 3  | 47, 125                                                                                                   |
| 35 | Vécsey Károly utca (↓) Leiningen Károly utca (↑)                        | 2  | 125 |
| ∫  | Vécsey Károly utca                                                      | 1  | |
| 36 | Fóti út                                                                 | ∫  | 96, 125                                                                                                   |
| 37 | Vadgesztenye utca                                                       | ∫  | 125 |
| 38 | Erdősor utca                                                            | ∫  | 20, 125                                                                                                   |
| 39 | Szérűskert utca                                                         | ∫  | |
| 40 | Izzó utca                                                               | ∫  | |
| 41 | Fóti út                                                                 | ∫  | 30, 30, 47, 96, 147                                                                                       |
| 44 | Újpest, Nádor utca végállomás                                           | 0  | 20, 96 |

A járat átszámozása előtt (2008. szeptember)
| 0  | Újpest-Központ végállomás                       |                                                       |
| 2  | Deák Ferenc utca (ma: Kiss Ernő utca)           | 30, 147 12, 14                                        |
| 3  | Szent László tér                                | 20E, 47                                               |
| 4  | Vécsey Károly utca                              | 20E                                                   |
| 5  | Fóti út (ma: Iglói utca)                        | 20E, 96                                               |
| 6  | Vadgesztenye utca                               | 20E                                                   |
| 7  | Újpest, Erdősor út                              | 20E                                                   |
| 8  | Szérűskert utca (ma: Ugró Gyula utca)           |                                                       |
| 9  | Izzó utca                                       |                                                       |
| 10 | Fóti út                                         | 30, 47, 96, 147                                       |
| 12 | Nádor utca                                      |                                                       |
| 13 | Vécsey Károly utca                              |                                                       |
| 14 | Leiningen Károly utca                           | 20E                                                   |
| 16 | Szent László tér                                | 20E, 47                                               |
| 17 | Szakorvosi rendelő (ma: Újpesti rendelőintézet) | 20E, 47 12, 14                                        |
| 18 | Deák Ferenc utca                                | 20E                                                   |
| 20 | Árpád üzletház                                  | 20E, 25A, 96, 96A, 104, 120, 170                      |
| 21 | Erzsébet utca                                   | 104, 120                                              |
| 22 | Újpest-Központ végállomás                       | 25A, 30, 96, 96A, 104, 120, 147, 170 Volánbusz 12, 14 |